# جاستن ستريت
جاستن ستريت (بالإنجليزية: Justin Street)‏ هو موسيقي أسترالي، ولد في 6 أبريل 1986 في وارنامبول في أستراليا.

## وصلات خارجية
- الموقع الرسمي